# Райгородок (Акмолинская область)
Райгородо́к (каз. Райгородок) — село в Бурабайском районе Акмолинской области Казахстана. Входит в состав Успеноюрьевского сельского округа. Код КАТО — 117063800.

## География
Село расположено на берегу озера Шыбындыколь, в южной части района, на расстоянии примерно 56 километров (по прямой) к юго-западу от административного центра района — города Щучинск, в 19 километрах к юго-западу от административного центра сельского округа — села Успеноюрьевка.
Абсолютная высота — 393 метров над уровнем моря.
Ближайшие населённые пункты: село Николаевка — на западе, село Ульгиалган — на северо-востоке, село Карагай — на севере.

## Население
В 1989 году население села составляло 218 человек (из них русские — 50%, украинцы — 22%).
В 1999 году население села составляло 168 человек (87 мужчин и 81 женщина). По данным переписи 2009 года, в селе проживали 144 человека (71 мужчина и 73 женщины).
| Численность населения | Численность населения | Численность населения |
| 1989                  | 1999                  | 2009                  |
| --------------------- | --------------------- | --------------------- |
| 218                   | ↘168                  | ↘144                  |

## Улицы
- ул. Центральная[5]